# Yugoslavia en los Juegos Paralímpicos de Nueva York y Stoke Mandeville 1984
Yugoslavia estuvo representada en los Juegos Paralímpicos de Nueva York y Stoke Mandeville 1984 por un total de 30 deportistas, 25 hombres y cinco mujeres.

## Medallistas
El equipo paralímpico yugoslavo obtuvo las siguientes medallas:
| Nombre                               | Deporte       | Evento                              |
| ------------------------------------ | ------------- | ----------------------------------- |
| Oro                                  |               |                                     |
| Milka Milinković                     | Atletismo     | Jabalina 3 femenino                 |
| Ante Pehar                           | Atletismo     | Salto de longitud B2 masculino      |
| Ante Pehar                           | Atletismo     | Triple salto B2 masculino           |
| Željko Dereta                        | Atletismo     | Maza C2 masculino                   |
| Franjo Izlakar                       | Atletismo     | Peso C7 masculino                   |
| Marjan Peternelj                     | Atletismo     | Jabalina 3 masculino                |
| Miroslav Jančić                      | Atletismo     | Pentatlón B1 masculino              |
| Rudolf Kocmut                        | Atletismo     | 400 m C7 masculino                  |
| Equipo                               | Natación      | 4 × 50 m libre A1-A9 masculino      |
| Franc Šimonič                        | Tenis de mesa | Individual L5 masculino             |
| Simo Kecman                          | Tiro          | Pistola de aire integrado masculino |
| Plata                                |               |                                     |
| Refija Okić                          | Atletismo     | 400 m B1 femenino                   |
| Milka Milinković                     | Atletismo     | Peso 3 femenino                     |
| Ramon Odžaković                      | Atletismo     | 400 m B2 masculino                  |
| Ramon Odžaković                      | Atletismo     | 800 m B2 masculino                  |
| Slobodan Adžić                       | Atletismo     | 1500 m A5 masculino                 |
| Slobodan Adžić                       | Atletismo     | 5000 m A5 masculino                 |
| Miroslav Jančić                      | Atletismo     | Jabalina B1 masculino               |
| Željko Dereta                        | Atletismo     | Peso C2 masculino                   |
| Jožef Banfi                          | Natación      | 100 m espalda A1 masculino          |
| Svetislav Dimitrijević Franc Šimonič | Tenis de mesa | Equipo L5 masculino                 |
| Bronce                               |               |                                     |
| D. Lapornik                          | Atletismo     | Peso 4 femenino                     |
| Slobodan Adžić                       | Atletismo     | 400 m A5 masculino                  |
| Marjan Peternelj                     | Atletismo     | Peso 3 masculino                    |
| Equipo                               | Golbol        | Torneo masculino                    |
| Brigita Galičić                      | Natación      | 100 m libre L5 femenino             |
| Roko Mikelin                         | Natación      | 50 m espalda A9 masculino           |
| Roko Mikelin                         | Natación      | 100 m libre A9 masculino            |
| Jožef Banfi                          | Natación      | 100 m braza A1 masculino            |
| Zoran Gajić                          | Tenis de mesa | Individual L4 masculino             |
| Zoran Gajić                          | Tenis de mesa | Clase abierta CL masculino          |
| Ilija Đurašinović                    | Tenis de mesa | Individual L2 masculino             |